# Terry Peck
Terence John Peck (Puerto Argentino/Stanley, Islas Malvinas, 2 de agosto de 1938 - Ibídem, 30 de diciembre de 2006) fue un miembro de la Fuerza de Defensa de las Islas Malvinas, que durante la guerra de las Malvinas se convirtió en héroe de guerra (por parte de los británicos) por espiar a los argentinos, posteriormente escapar a las líneas británicas y participar de la batalla de Monte Longdon. También es conocido por su gran oposición al reclamo de soberanía argentino sobre las islas y por hacerse amigo de un conscripto argentino que se desempeñó durante la guerra.
Unos de sus hijos, James Peck, se convirtió en 2011 en la tercera persona nacida en las islas desde 1833 en solicitar y obtener la ciudadanía argentina.

## Primeros años
Nacido en la capital isleña, era descendiente de inmigrantes irlandeses e ingleses a las Islas Malvinas. Educado en Puerto Argentino/Stanley, en su juventud practicó boxeo y se convirtió en un miembro de la Boys' Brigade. Al salir de la escuela encontró trabajo en la construcción de una planta empacadora de carne en bahía Ajax en la bahía San Carlos. Después de unirse a la Fuerza de Policía y la Fuerza de Defensa de las Islas Malvinas se involucró con el reclamo de soberanía argentina en 1966.
En ese año fue secuestrado por peronistas que a través del Operativo Cóndor habían secuestrado un avión de Aerolíneas Argentinas y llevado a la capital de las Malvinas, donde estuvo 36 horas. Al aterrizar el avión, él se acercó con algunos vecinos y fue secuestrado y liberado horas más tarde.
Luego, se convirtiió en jefe de la Real Policía de las Islas Malvinas, renunciando años más tarde. También fue miembro del Consejo Legislativo de las Islas Malvinas. Durante ese tiempo se opuso fervientemente a cualquier transferencia de soberanía de las islas a la Argentina. En 1980 cuando Nicholas Ridley visitó las islas para tratar de convencer a los isleños a aceptar la propuesta de arrendamiento de las islas a la Argentina en futuro cercano durante 100 años, armó un megáfono a su Land Rover manifestando la vuelta de Nicholas Ridley al aeropuerto.

## Guerra de las Malvinas
Terry fue juramentado como nuevo en agente especial del día antes de la Operación Rosario y en un momento fue considerado por los argentinos como candidato a jefe de la policía. Durante su permanencia en Puerto Argentino fotografió los preparativos argentinos para la defensa de la ciudad. Las fotos que tomó fueron sacadas de contrabando de las Malvinas por los trabajadores contratados británicos que tomaron la oportunidad de abandonar las islas, proporcionando valiosa información de inteligencia para las fuerzas británicas.
Después de haber preparado un posible plan de escape por algún tiempo, Terry se armó con una pistola semiautomática, pidió prestada una moto y huyó de la ciudad. Su primera parada fue en la granja de la isla Larga. Luego el sitio estaba rodeado por soldados argentinos pero pudo escapar y llega a Green Patch. Luego permaneció varios días escapando en distintas partes del camp pasando frío y hambre.
El 21 de mayo se enteró del desembarco británico en la bahía San Carlos y fue hasta allí. Luego de algunos días se une a una patrulla. Su primera contribución importante a la campaña fue la de organizar a los agricultores locales y sus vehículos para ayudar a superar la grave falta de transporte militar. Durante 10 días, se unió a las patrullas enviadas por la noche para identificar los números del enemigo y las posiciones tácticas. Fue duro trabajo peligroso y con 43 años tenía el doble de la edad de los soldados que estaba guiando.
Luego el 11 de junio forma parte de la batalla de Monte Longdon, allí asiste a un soldado que cae herido a su lado y el logra sobrevivir del fuego argentino y los campos minados, llegando días después a la capital, junto a las tropas británicas. Al finalizar la guerra recibe honores y es galardonado.
Después de la guerra por un tiempo se desilusionó con las perspectivas de futuro de las islas y se fue para comenzar una nueva vida en Escocia en 1984. Regresó a las islas y se paró a las elecciones para el Gobierno de las Islas Malvinas, pero no pudo recuperar a su asiento en el consejo legislativo. Luego lo logró permaneciendo desde 1989 a 1993. Allí volvió a expresar sus opiniones de manera franca arremetiendo contra el Gobierno británico por la falta de ayuda y castigando a Margaret Thatcher por permitir la visita de argentinos a las tumbas de los soldados en Puerto Darwin. En su papel como concejal impulsó una serie de causas locales, en particular, garantizando un trato justo con los contratistas locales en proyectos de ayuda de posguerra. Se convirtió en gerente de la Asociación Cristiana de Jóvenes local.

## Últimos años
Después de sus experiencias en el Monte Longdon estaba sufriendo de trastorno de estrés postraumático. Dedicó gran parte de su tiempo a la Asociación de la Medalla del Atlántico Sur (SAMA 82), utilizando sus experiencias personales para ayudar a los demás. Como presidente del grupo local SAMA 82 trabajó para organizar visitas de los veteranos británicos a los sitios de guerra.
Su hijo James se convirtió en un artista muy conocido en las islas, su trabajo sobre la guerra de las Malvinas reflejó el sufrimiento de los soldados individuales, en particular los conscriptos argentinos. Después de recibir una oferta de una exposición en Buenos Aires pensó un largo momento antes de acercarse a su padre. Terry dio su apoyo y durante su exposición James conoció y se hizo amigo de Miguel Savage, un veterano argentino de la guerra de las Malvinas. Después, cuando se levantaron las restricciones de viaje a los ciudadanos argentinos, Miguel viajó a las islas donde conoció a Terry y se acercaron juntos a su antiguo campo de batalla. Miguel describe la despedida de este modo:

"La vida nos ha dado la oportunidad de conocernos y ser amigos y no vamos a desperdiciarlo. Cuando Terry vino a despedirse, nos abrazamos como amigos".

Luego en otra visita de Miguel, Terry le regaló una boina marrón muy preciada para él.